# Arkadij Kielepowski
Arkadij Ippolitowicz Kielepowski (ros. Аркадий Ипполитович Келеповский; ur. 1869 lub 1870, zm. 29 listopada 1925) – rosyjski działacz państwowy, gubernator.
Urodził się w 1869 lub 1870  roku. Wyznawał prawosławie. Absolwent Cesarskiego Uniwersytetu w Moskwie. Przed 1906 rokiem pracował w kancelarii moskiewskiego generał-gubernatora. W latach 1906–1909 pełnił stanowisko wicegubernatora w guberni włodzimierskiej. Od 1909 roku na analogicznej pozycji w guberni inflanckiej. Między 1912 a 1914 rokiem był gubernatorem lubelskim, pomiędzy 1914 a 1916 - inflanckim, zaś w okresie 1916–1917 – charkowskim . Posiadał IV rangę cywilną (rzeczywistego radcy stanu) i dworską (kamergera). Od 1921 roku przebywał w Królestwie SHS w Nowym Sadzie, gdzie był przewodniczącym rosyjskiej kolonii. Zmarł 9 listopada 1925 .